# Lijst van beschermd erfgoed in Edingen
Onderstaande tabel geeft een overzicht van de beschermde erfgoederen in de gemeente Edingen. Het beschermd erfgoed maakt onderdeel uit van het cultureel erfgoed in België.
| Object | Bouwjaar/architect | Deelgemeente | Adres               | Coördinaten                  | Nummer?                | Afbeelding |
| --- | ------------------ | ------------ | ------------------- | ---------------------------- | ---------------------- | --- |
| Sint-Niklaaskerk |                    | Edingen      |                     | 50° 41' 35" NB, 4° 2' 21" OL | 55010-CLT-0002-01 Info | Sint-Niklaaskerk |
| Huis Jonathas |                    | Edingen      | Hovestraat 7        | 50° 41' 36" NB, 4° 2' 17" OL | 55010-CLT-0003-01 Info | Huis Jonathas |
| Huis Algoet of Renard: gevel |                    | Edingen      | Brusselstraat 15    | 50° 41' 37" NB, 4° 2' 24" OL | 55010-CLT-0004-01 Info | Huis Algoet of Renard: gevel |
| Gebouw "Ingang van het kasteel": hoofdgevel |                    | Edingen      | Kasteelstraat       | 50° 41' 31" NB, 4° 2' 22" OL | 55010-CLT-0005-01 Info | Gebouw "Ingang van het kasteel": hoofdgevel |
| Brug "Pont de la Dodane" en de omliggende terreinen |                    | Edingen      | Hovestraat          | 50° 41' 35" NB, 4° 1' 53" OL | 55010-CLT-0006-01 Info | |
| De oude gebouwen aan de ingang van het terrein van het Kasteel van Edingen, met inbegrip van de voormalige stallen, het paviljoen Eduard, de slavenpoort, de kapel en het Zevensterrenpaviljoen en het ensemble van het kasteel, de bijgebouwen en de aangrenzende terreinen |                    | Edingen      |                     | 50° 41' 32" NB, 4° 2' 27" OL | 55010-CLT-0008-01 Info | De oude gebouwen aan de ingang van het terrein van het Kasteel van Edingen, met inbegrip van de voormalige stallen, het paviljoen Eduard, de slavenpoort, de kapel en het Zevensterrenpaviljoen en het ensemble van het kasteel, de bijgebouwen en de aangrenzende terreinen |
| Chinees paviljoen in het park van kasteel Arenberg |                    | Edingen      |                     | 50° 41' 24" NB, 4° 2' 27" OL | 55010-CLT-0009-01 Info | Chinees paviljoen in het park van kasteel Arenberg |
| Park van kasteel Arenberg |                    | Edingen      |                     | 50° 41' 26" NB, 4° 2' 31" OL | 55010-CLT-0011-01 Info | Park van kasteel Arenberg |
| Huis genoemd "du Paradis" |                    | Edingen      | Kasteelstraat 25    | 50° 41' 30" NB, 4° 2' 21" OL | 55010-CLT-0013-01 Info | Huis genoemd "du Paradis" |
| Augustijner klooster: kapel (en diens meubilair), klooster (begane grond), vleugel in de hoek van de Augustijnenstraat en de Fonteinstraat (gevels en dak zijtuin), voorgevel aan straatkant, gevel aan rue du Bâtiment ancien                                               |                    | Edingen      | Augustijnenstraat   | 50° 41' 32" NB, 4° 2' 15" OL | 55010-CLT-0014-01 Info | Augustijner klooster: kapel (en diens meubilair), klooster (begane grond), vleugel in de hoek van de Augustijnenstraat en de Fonteinstraat (gevels en dak zijtuin), voorgevel aan straatkant, gevel aan rue du Bâtiment ancien                                               |
| Klooster van de Clarissen Colletines: kapel (gevel), portaal, vierkante toren en toren |                    | Edingen      | Augustijnenstraat 2 | 50° 41' 35" NB, 4° 2' 13" OL | 55010-CLT-0015-01 Info | Klooster van de Clarissen Colletines: kapel (gevel), portaal, vierkante toren en toren |
| Gemeentelijk park met ijskelder en de "motte de Brabant", tussen de Albert I-laan en de Elisabethlaan |                    | Edingen      |                     | 50° 41' 35" NB, 4° 2' 27" OL | 55010-CLT-0016-01 Info | |
| Sint-Martinuskerk |                    | Mark         |                     | 50° 41' 32" NB, 4° 1' 4" OL  | 55010-CLT-0018-01 Info | Sint-Martinuskerk |
| Windmolen en bos genaamd "Kokejane" |                    | Lettelingen  |                     | 50° 41' 52" NB, 4° 4' 48" OL | 55010-CLT-0019-01 Info | |
| Oude fortificaties van de plaats tussen de Albert I-laan en de Brusselstraat |                    | Edingen      |                     | 50° 41' 39" NB, 4° 2' 29" OL | 55010-CLT-0020-01 Info | |
| Huis: gevels en daken |                    | Edingen      | Hernestraat 12      | 50° 41' 38" NB, 4° 2' 21" OL | 55010-CLT-0021-01 Info | Huis: gevels en daken |
| Huis: gevels en daken |                    | Edingen      | Fonteinstraat 22    | 50° 41' 31" NB, 4° 2' 17" OL | 55010-CLT-0022-01 Info | Huis: gevels en daken |
| Watermolen en omgeving |                    | Mark         | Aatsesteenweg       | 50° 41' 11" NB, 4° 0' 42" OL | 55010-CLT-0023-01 Info | |
| Huis genaamd "Le Gouvernement": hoofdgebouw: gevels, dak, bekleding en trap, twee aanbouwen: gevels en dak, barok plafond |                    | Edingen      | Kasteelstraat 6     | 50° 41' 33" NB, 4° 2' 24" OL | 55010-CLT-0024-01 Info | Huis genaamd "Le Gouvernement": hoofdgebouw: gevels, dak, bekleding en trap, twee aanbouwen: gevels en dak, barok plafond |
| Huis van het voormalig begijnhof: gevels en daken |                    | Edingen      | Begijnhofstraat 10  | 50° 41' 29" NB, 4° 2' 9" OL  | 55010-CLT-0017-01 Info | Huis van het voormalig begijnhof: gevels en daken |
| Huis van het voormalig begijnhof: gevels en daken |                    | Edingen      | Begijnhofstraat 12  | 50° 41' 31" NB, 4° 2' 8" OL  | 55010-CLT-0025-01 Info | Huis van het voormalig begijnhof: gevels en daken |
| Huis van het voormalig begijnhof: gevels en daken |                    | Edingen      | Begijnhofstraat 14  | 50° 41' 31" NB, 4° 2' 8" OL  | 55010-CLT-0026-01 Info | Huis van het voormalig begijnhof: gevels en daken |
| Huis van het voormalig begijnhof: gevels en daken |                    | Edingen      | Begijnhofstraat 16  | 50° 41' 31" NB, 4° 2' 8" OL  | 55010-CLT-0027-01 Info | Huis van het voormalig begijnhof: gevels en daken |
| Huis van het voormalig begijnhof: gevels en daken |                    | Edingen      | Begijnhofstraat 18  | 50° 41' 31" NB, 4° 2' 8" OL  | 55010-CLT-0028-01 Info | Huis van het voormalig begijnhof: gevels en daken |
| Huis van het voormalig begijnhof: gevels en daken |                    | Edingen      | Begijnhofstraat 26  | 50° 41' 29" NB, 4° 2' 9" OL  | 55010-CLT-0029-01 Info | Huis van het voormalig begijnhof: gevels en daken |
| Huis van het voormalig begijnhof: gevels en daken |                    | Edingen      | Begijnhofstraat 28  | 50° 41' 28" NB, 4° 2' 9" OL  | 55010-CLT-0030-01 Info | Huis van het voormalig begijnhof: gevels en daken |
| Huis van het voormalig begijnhof: gevels en daken |                    | Edingen      | Begijnhofstraat 30  | 50° 41' 28" NB, 4° 2' 9" OL  | 55010-CLT-0031-01 Info | Huis van het voormalig begijnhof: gevels en daken |
| Huis van het voormalig begijnhof: gevels en daken |                    | Edingen      | Begijnhofstraat 32  | 50° 41' 28" NB, 4° 2' 9" OL  | 55010-CLT-0032-01 Info | Huis van het voormalig begijnhof: gevels en daken |
| Huis van het voormalig begijnhof: gevels en daken |                    | Edingen      | Begijnhofstraat 34  | 50° 41' 28" NB, 4° 2' 9" OL  | 55010-CLT-0033-01 Info | Huis van het voormalig begijnhof: gevels en daken |
| Huis van het voormalig begijnhof: gevels en daken |                    | Edingen      | Begijnhofstraat 36  | 50° 41' 28" NB, 4° 2' 10" OL | 55010-CLT-0034-01 Info | Huis van het voormalig begijnhof: gevels en daken |
| Huis van het voormalig begijnhof: gevels en daken |                    | Edingen      | Begijnhofstraat 38  | 50° 41' 28" NB, 4° 2' 10" OL | 55010-CLT-0035-01 Info | Huis van het voormalig begijnhof: gevels en daken |
| Huis van het voormalig begijnhof: gevels en daken |                    | Edingen      | Begijnhofstraat 40  | 50° 41' 28" NB, 4° 2' 10" OL | 55010-CLT-0036-01 Info | Huis van het voormalig begijnhof: gevels en daken |
| Oude gedeelten van het kapucijnenklooster |                    | Edingen      | Kapucijnenstraat    |                              | 55010-CLT-0037-01 Info | Oude gedeelten van het kapucijnenklooster |

## Uitzonderlijk erfgoed
| Object | Bouwjaar/architect | Deelgemeente | Adres | Coördinaten                  | Nummer?                | Afbeelding |
| --- | ------------------ | ------------ | ----- | ---------------------------- | ---------------------- | --- |
| Het paviljoen van de Zeven Sterren en het park van kasteel Arenberg, beperkt tot het gedeelte van het park, uitgezonderd de golfbaan |                    | Edingen      |       | 50° 41' 16" NB, 4° 2' 50" OL | 55010-PEX-0001-01 Info | Het paviljoen van de Zeven Sterren en het park van kasteel Arenberg, beperkt tot het gedeelte van het park, uitgezonderd de golfbaan |
| Chinees paviljoen in het kasteelpark van kasteel Arenberg                                                                            |                    | Edingen      |       | 50° 41' 24" NB, 4° 2' 27" OL | 55010-PEX-0002-01 Info | |
| Het buffet en orgel van de Sint-Martinuskerk                                                                                         |                    | Mark         |       | 50° 41' 32" NB, 4° 1' 4" OL  | 55010-PEX-0003-01 Info | |